# Manuel Witting
Manuel Witting (ur. 26 lipca 1977 r. w Wiedniu) – austriacki aktor teatralny, telewizyjny i filmowy.

## Życiorys

### Wczesne lata
Urodził się w Wiedniu w znanej w Austrii rodziny aktorskiej jako syn aktorki Maresy Hörbiger i Dietera Wittinga. Jego ciotki Elisabeth Orth i Christiane Hoerbiger oraz dziadkowie Attila Hörbiger i Paula Wessely byli także aktorami.

### Kariera
Po maturze studiował na wydziale dramatu w Konserwatorium Wiedeńskim (Konservatorium Wien Privatuniversität). Następnie otrzymał angaż w Renaissancetheater w Wiedniu, Theater Drachengasse i Theater in der Josefstadt. Grał między innymi w sztuce Carlo Goldoniego Sługi dwóch panów, komedii Oscara Wilde’a Bądźmy poważni na serio i Niebezpieczne związki według powieści Choderlosa de Laclosa (2006/2007).
Stał się rozpoznawalny dzięki roli detektywa Martina Patuscheka w serialu ORF Jednostka specjalna „Dunaj” (SOKO Donau, 2005-2014). W komediodramacie Sat.1 Wszystko czego potrzebujesz to miłość – Moja córka jest człowiekiem (All You Need Is Love – Meine Schwiegertochter ist ein Mann, 2009) zagrał postać geja Nicki'ego.
Jest związany z wizażystką Julią Seilern, mają syna Samuela (ur. 19 maja 2008).

## Wybrana filmografia

### Filmy fabularne
- 2000: Kaliber Deluxe jako Patrick
- 2001: Dwa anioły na patrolu (Zwei Engel auf Streife, TV) jako Tobias Wagner
- 2004: Verfluchte Beute jako Frank
- 2004: Księżniczka wieśniaczka (Die Bauernprinzessin, TV) jako Peter
- 2004: Crazy Race 2 – Warum die Mauer wirklich fiel (TV) jako Volker
- 2004: Księżniczka Marie (Princesse Marie, TV) jako Dominique Radziwil
- 2013: Tom Turbo jako Klaus

### Seriale TV
- 2001: Komisarz Rex (Kommissar Rex) jako Moritz Brauneis
- 2001: Alphateam – Die Lebensretter im OP jako Nico Beier
- 2002: Dwa anioły na patrolu (Zwei Engel auf Streife) jako Tobias Wagner
- 2003: Straż Wybrzeża (Küstenwache) jako Hein Möller
- 2004: Tatort jako Nikolaus Kutil
- 2005: Großstadtrevier jako policjant wojskowy Niklas Groth
- 2005-2014: Jednostka specjalna „Dunaj” (SOKO Donau) jako inspektor Martin Patuschek